# Лукайский архипелаг
Лукайский архипелаг (англ. Lucayan Archipelago) или Багамский архипелаг (англ. Bahamian Archipelago) — группа островов в Атлантическом океане.
Острова были заселены аравакскими племенами лукаянов ещё в V веке нашей эры. Именно они стали первыми аборигенами, встретившими Колумба.
Расположен архипелаг юго-западнее Саргассова моря, к юго-востоку от Флориды, к северу от Кубы и к северо-западу от Гаити.
Основную часть занимает островное государство Багамские Острова, юго-восток архипелага относится к  британской заморской территории Теркс и Кайкос. В архипелаге также расположены подводные банки Мушуар, Сильвер и Навидад, на которые претендует Доминиканская Республика.
Лукаянские острова образуют единый архипелаг с общими геологическими, экологическими и культурными корнями.
Лукайский архипелаг географически и исторически относят к Вест-Индии и Карибскому региону, хотя его острова не расположены в Карибском море.

## Галерея

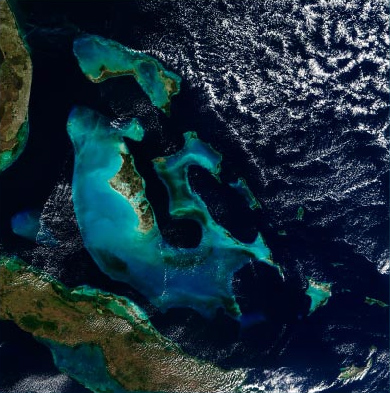
Вид из космоса
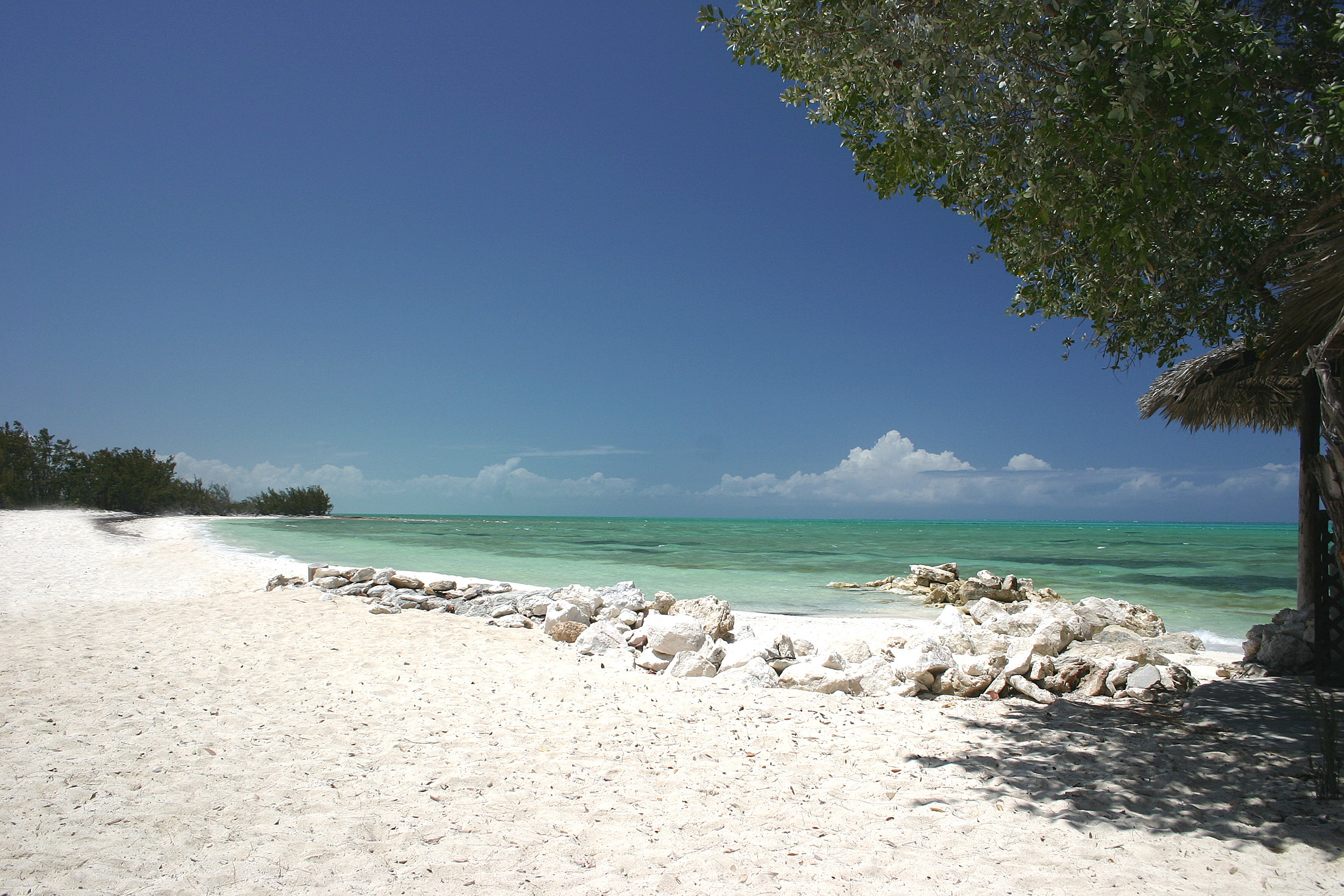
На острове Андрос, крупнейшем в архипелаге
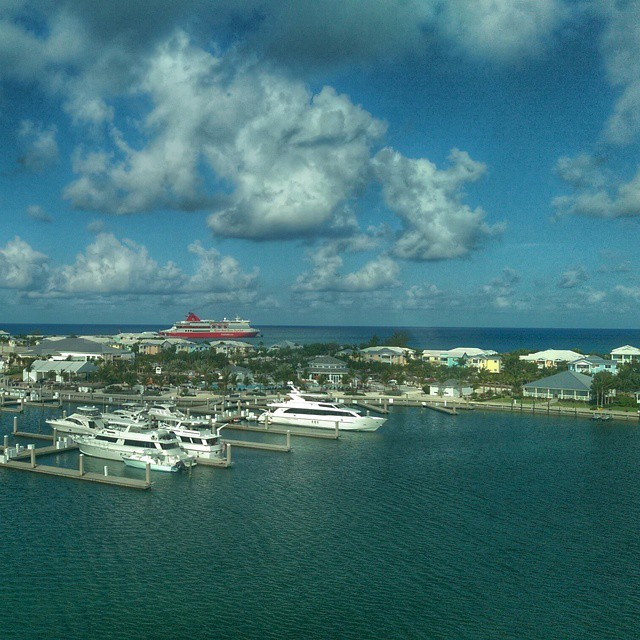
Остров Бимини
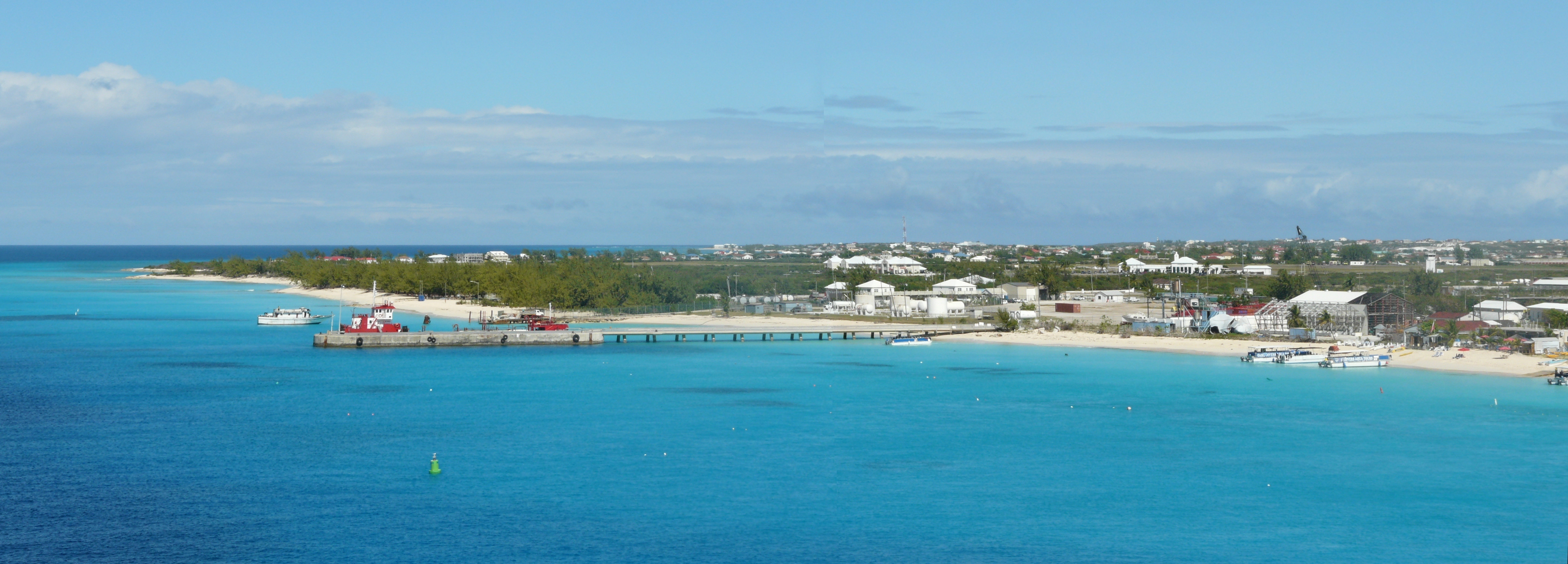
Побережье Гранд-Терка